# 荒川水管橋
荒川水管橋（あらかわすいかんきょう）は、埼玉県内の荒川と、その南側に並行する和田吉野川に架かる水管橋である。全長は1100 mあまりで、日本最長の水管橋として知られる。
埼玉県営水道の行田浄水場（行田市）からの水道水を、荒川左岸の鴻巣市を経由して、熊谷市の荒川右岸側へ送っている。

## 概要
埼玉県広域第二水道用水供給事業の一環として1982年（昭和57年）9月に着工され、1984年（昭和59年）5月31日、埼玉県北足立郡吹上町大芦（現 鴻巣市）と大里郡大里町小八林（現 熊谷市）の間に完成、同年7月より通水を開始した。総事業費は39億160万円であった。荒川河口からおよそ68 kmの地点に架設されている。ローゼ補剛形式14連で、全長は1100.95 m。送水管自身が橋桁を兼ねた構造である。直径1.2 mの送水管は白、アーチ部材は赤く塗装されている。橋の施設管理者は埼玉県（企業局）である。1985年（昭和60年）には、厚生省・日本水道新聞社の企画による近代水道百選に選定された。また同年、全日本建設技術協会より経済的かつ美観上優れていると評価され「全建賞」を受賞した。
利根川の利根大堰で取水された河川水は行田浄水場で浄水処理される。こうして作られた水道水は埼玉県企業局による県営水道として埼玉県内各地に供給され、比企・入間地方をはじめとする県西部へは本橋を介して左岸側（吹上）から右岸側（吉見）に送水される。
水道専用の橋であり、通常は人が渡ることはできないが、2016年10月に本橋のキャットウォーク（メンテナンス用通路）を歩いて渡ることができる見学会が初めて開催された。以降、例年春と秋に見学会が開催される。

## 周辺
付近の荒川堤防は、秋には約1,000万本のコスモスが咲き乱れる。上流約500 mの地点には埼玉県道66号行田東松山線の大芦橋があり、本橋と大芦橋の間の和田吉野川には、特徴的な橋脚を持つ吉見橋が架かる。
荒川を渡る送水施設には、ほかに深谷市の荒川第二水管橋がある。深谷市と熊谷市の境付近には、荒川の下をくぐり農業用水を運んでいた江南サイフォンの遺構が残る。

## その他
埼玉県企業局が発行する荒川水管橋の橋カードが、橋の見学者に配布されている。橋カードにはメンテナンス用通路から眺めた本橋の写真のほか、橋に関するデータが記されている。

## 風景

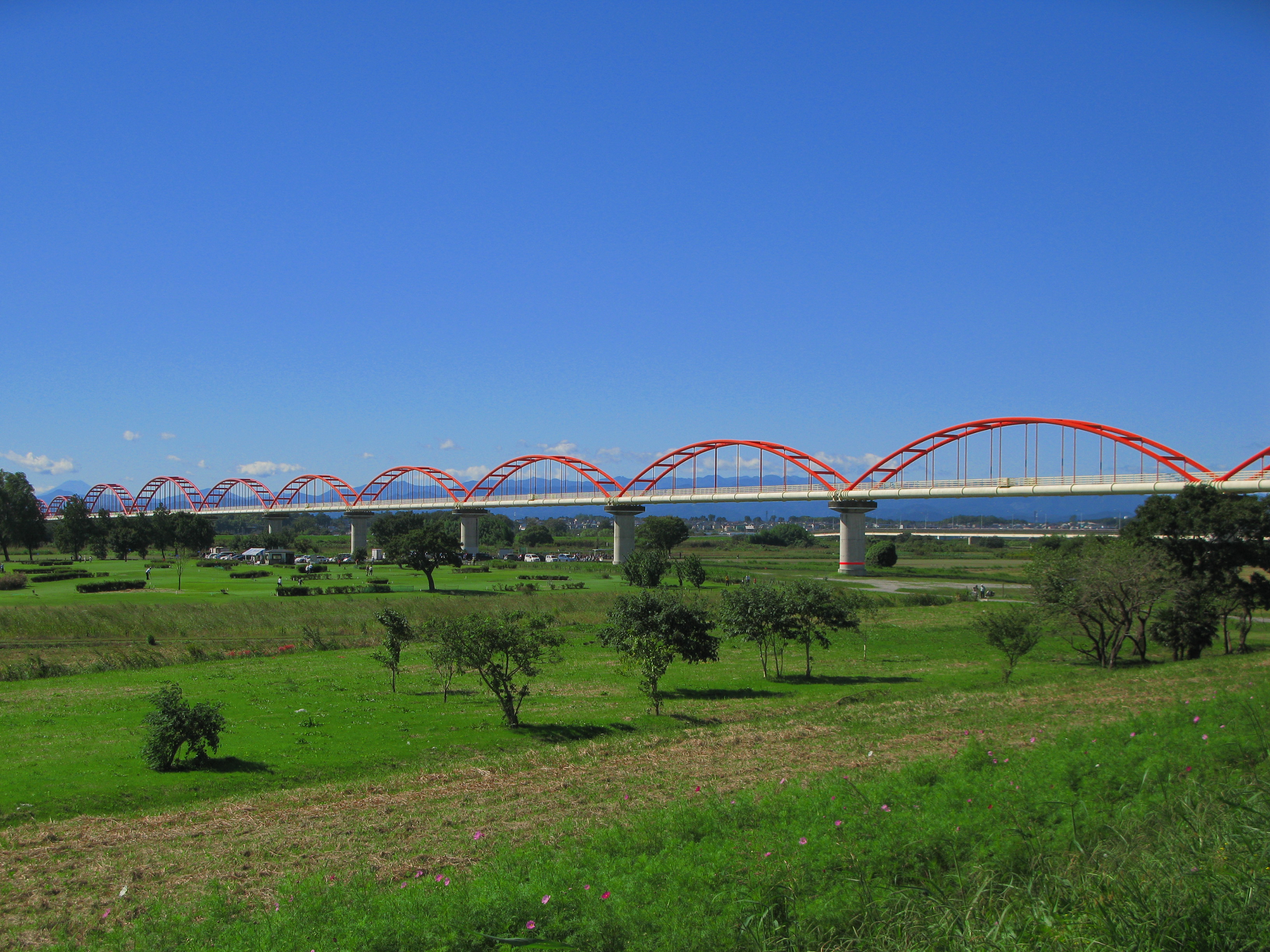
左岸下流側より望む
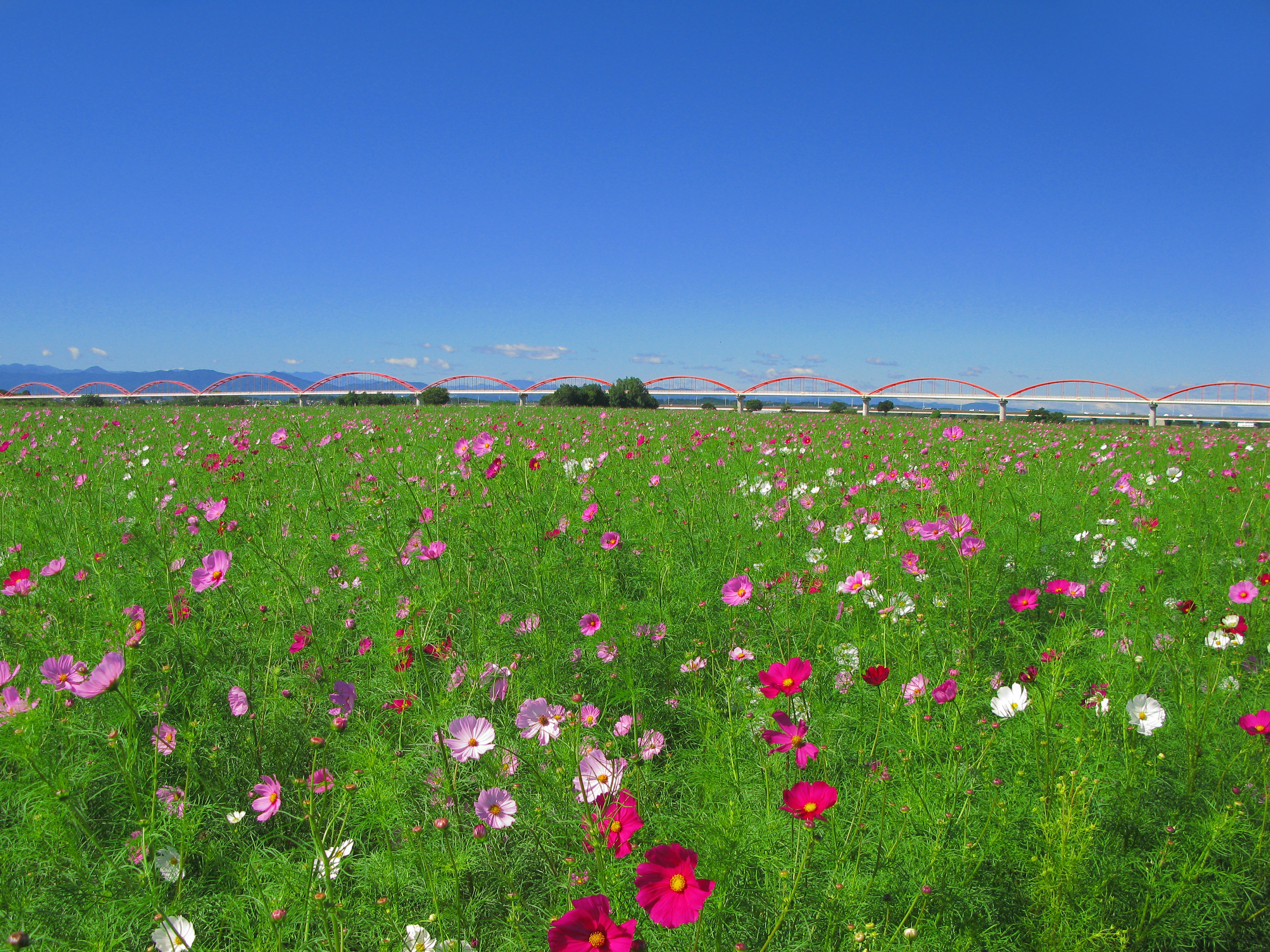
荒川水管橋とコスモス

## 隣の橋
- 荒川

（上流） - 久下橋 - 大芦橋 - 荒川水管橋 - 糠田橋 - 滝馬室橋 - （下流）